# 雨中・月岡バイパス
雨中・月岡バイパス（うちゅう・つきおかバイパス）は、長野県北安曇郡小谷村にて建設中の、国道148号のバイパスである。『雨中バイパス』と呼ぶ場合もある。
新潟県糸魚川市と長野県松本市とを結ぶ地域高規格道路松本糸魚川連絡道路の一部として供用される予定である。

## 概要
同バイパスは人家の合間を通る狭い道で過去に交通事故が何件も発生した交通の難所である小谷村雨中地区を通る約1kmの区間を迂回するために建設されている。
- 全長：2.01km[1]
- 幅員：W6.5（8）m[1]
- 車線数：2車線[2]

区間内には南小谷駅の西側に姫川を跨ぐ延長131.5ｍの橋梁や、延長339ｍ（1号）と延長750ｍ（2号）の2本のトンネルが設けられる予定である。

## 工事の進捗
2011年度に事業採択され、2014年度に着工、2017年度には2号トンネルの工事が発注され、2020年8月4日に貫通した。
南小谷駅前の交差点については平面交差の計画としていたが、事業着手後に付近で歩行者の死亡事故が発生したことから、地元から新設道路を高架橋にできないかとの要望があったことを踏まえ、立体交差に変更されることになった。さらに2014年12月の豪雪で大型車がスタックし、国道148号が12時間にわたり通行止めとなったことを踏まえ、トンネルの明かり区間に延長118ｍ、幅員7.5ｍ、高さ4.7ｍのスノーシェルターを設置することになった。これにより総事業費は当初の68億円から95億円に増額された。
2020年8月4日に2号トンネルが、2021年6月12日に1号トンネルが貫通。各トンネルの名称は「雨中北トンネル」、「雨中南トンネル」となった。
その後、2021年になって、新設予定の姫川の橋梁に設計ミスがあったとして再設計した結果、2022年10月5日に工事費が当初の6億6,200万円から3倍超の22億6,900万円に膨らむと明らかにした。開通は当初から2年10か月遅れた2025年8月になる見込みである。